# Tomáš Kříž
Tomáš Kříž (Praga, 17 marzo 1959) è un ex calciatore cecoslovacco, di ruolo attaccante.

## Carriera
Con la Nazionale cecoslovacca ha preso parte ai Mondiali 1982.